# Nottingham Open 2003
Il Nottingham Open 2003 è stato un torneo di tennis giocato sull'erba. È stata la 17ª edizione del Nottingham Open, e fa parte della categoria International Series nell'ambito dell'ATP Tour 2003.
Si è giocato al Nottingham Tennis Centre di Nottingham in Inghilterra, dal 16 al 22 giugno 2003.

## Campioni

### Singolare
Greg Rusedski ha battuto in finale  Mardy Fish con il punteggio di 6–3, 6–2

### Doppio
Bob Bryan /  Mike Bryan hanno battuto in finale  Joshua Eagle /  Jared Palmer con il punteggio di 7–6(3), 4–6, 7–6(4)